# کنگ پیران
کنگ پیران یا کنگ پیران پیشانی دار روستایی در دهستان ادیمی بخش مرکزی شهرستان نیمروز استان سیستان و بلوچستان ایران است. بر پایه سرشماری عمومی نفوس و مسکن در سال ۱۳۹۰ جمعیت این روستا ۸۶ نفر (در ۱۹ خانوار) بوده‌است.